# Moby Dick (Schiff, 1972)

Moby Dick auf einer Briefmarke der Deutschen Bundespost Berlin (1975)

Moby Dick ist ein Fahrgastschiff der Berliner Reederei GmbH. Die Gestaltung ist an einen Wal angelehnt, optisch stechen insbesondere die große stilisierte Schwanzflosse und das mit Zähnen bewehrte große Walmaul hervor, in dem auch Fahrgäste verweilen können.

## Geschichte
Moby Dick wurde 1972 auf der Werft Büsching & Rosemeyer im heutigen Ortsteil Uffeln der ostwestfälischen Stadt Vlotho gebaut. Das Schiff ist in dem Film Bildnis einer Trinkerin (1979) zu sehen. Die Moby Dick verkehrt fahrplanmäßig auf den Berliner Binnengewässern (beispielsweise auf der Havel, der Spree oder auf dem Tegeler See) und erreicht auf einer Route auch das nahegelegene Brandenburg.
Anfang April 2022 teilte die Reederei mit, dass das Schiff den Standort Tegeler See verlassen und nach Berlin-Köpenick versetzt wird. Im Jahr 2023 verkehrt das Schiff wieder auf dem Tegeler See.